# Eteobalea albiapicella
Eteobalea albiapicella ist ein Schmetterling (Nachtfalter) aus der Familie der Prachtfalter (Cosmopterigidae).

## Merkmale
Die Falter erreichen eine Flügelspannweite von 10 bis 12 Millimeter. Kopf und Stirn (Frons) sind weiß, der Scheitel (Vertex) glänzt bronzefarben und hat seitlich jeweils eine schmale weiße Linie. Die Fühler glänzen dunkelbraun und haben eine weiße Längslinie, die vom Fühlerbasisglied (Scapus) bis zum 7. Segment reicht. Der Thorax glänzt bronzefarben und hat eine weiße Mittellinie. Die Vorderflügel sind dunkelbraun und haben eine weiße Zeichnung. Bei 1/6 der Vorderflügellänge befindet sich eine sehr schräg nach außen verlaufende Binde. Sie reicht von der Costalader bis zur Analfalte und ist leicht nach innen gekrümmt. Vor der halben Flügellänge befindet sich ein schräg nach außen verlaufender Costalstrich, der bis in die Flügelmitte reicht. Bei 3/4 der Vorderflügellänge liegt ein dreieckiger Costalstrich. Ein kleiner Subdorsalfleck liegt dem inneren Costalstrich direkt gegenüber. Ein zweiter Subdorsalfleck befindet sich am Innenwinkel direkt gegenüber oder leicht einwärts vom äußeren Costalstrich. Am Apex befindet sich ein Fleck. Die Hinterflügel glänzen grau. Das Abdomen glänzt graubraun bis dunkelbraun, das Afterbüschel ist weiß.
Bei den Männchen verjüngt sich das Tegumen distal leicht. Der hintere Rand hat eine flache, V-förmige Ausbuchtung. Das rechte Brachium ist gebogen, breit und abgeplattet. Es ist ungefähr doppelt so lang wie das linke. Die Spitze ist klein und rundlich. Das linke Brachium hat einen stumpfen Apex. Die Valven sind birnenförmig und leicht konkav. Die rechte Valvella ist in der Mitte am dicksten. Sie verjüngt sich allmählich und hat eine stumpfe, stark sklerotisierte, hakenförmige Spitze. Direkt gegenüber befindet sich auf dem röhrenförmigen Teil des Aedeagus ein kleiner sklerotisierter Fleck. Der Aedeagus ist ziemlich dick und nahezu gerade. Er verjüngt sich allmählich und hat eine stumpfe Spitze.
Bei den Weibchen ist das 8. Segment ungefähr so lang wie breit. Die Apophyses anteriores sind kräftig und stark sklerotisiert. Das Ostium ist kreisförmig. Das Sterigma ist leicht sackförmig. Der Ductus bursae ist etwa ein Drittel so lang wie das Corpus bursae. Das Corpus bursae ist länglich und vorn am breitesten. Hinten hat er einen sich allmählich verjüngenden Fortsatz. Signa sind nicht ausgebildet.

### Ähnliche Arten
Eteobalea albiapicella ähnelt Eteobalea alypella, unterscheidet sich aber durch den bronzefarbenen Vertex, die weiße Linie an der Fühlerbasis, die weiße Mittellinie auf dem Thorax und den weißen Subdorsalfleck in der Mitte der Vorderflügel.

## Verbreitung
Eteobalea albiapicella ist in Mittel- und Südeuropa beheimatet. Im Osten reicht das Verbreitungsgebiet in den Süden des europäischen Teils von Russland. Die Art kommt auch auf den Mittelmeerinseln und in Kleinasien vor. Nachweise aus Nordafrika (Marokko) sind vermutlich Eteobalea alypella zuzuordnen.

## Biologie
Die Raupen entwickeln sich an Schwedischer Kugelblume (Globularia vulgaris), Echter Kugelblume (Globularia elongata) und Nacktstängeliger Kugelblume (Globularia nudicaulis). Sie leben zunächst in den Blütenstängeln und später in den Samenständen. Die Raupen können von August bis April gefunden werden, sie überwintern in den Samenständen. Die Art bildet zwei Generationen im Jahr. Die Falter fliegen von Mai bis Juni und von August bis September.

## Systematik
Aus der Literatur ist das folgende Synonym bekannt:
- Lita albi-apicella Duponchel in Godart 1843

## Belege
1. 1 2 3 4 5 6 7  J. C. Koster, S. Yu. Sinev: Momphidae, Batrachedridae, Stathmopodidae, Agonoxenidae, Cosmopterigidae, Chrysopeleiidae. In: P. Huemer, O. Karsholt, L. Lyneborg (Hrsg.): Microlepidoptera of Europe. 1. Auflage. Band 5. Apollo Books, Stenstrup 2003, ISBN 87-88757-66-8, S. 145 (englisch).
2. ↑  Karl Traugott Schütze: Die Biologie der Kleinschmetterlinge unter besonderer Berücksichtigung ihrer Nährpflanzen und Erscheinungszeiten. Handbuch der Microlepidopteren. Raupenkalender geordnet nach der Illustrierten deutschen Flora von H. Wagner. Frankfurt am Main, Verlag des Internationalen Entomologischen Vereins e. V., 1931, S. 174
3. ↑  Eteobalea albiapicella bei Fauna Europaea. Abgerufen am 22. Februar 2012